# New Richmond (Quebec)
New Richmond – miasto w Kanadzie, w prowincji Quebec, w regionie Gaspésie–Îles-de-la-Madeleine. Znajduje się na półwyspie Gaspé. Nazwa miasta (z ang. Nowe Richmond) pochodzi z 1818 roku i została nadana na cześć Charlesa Lennoxa, 4. księcia Richmond, gubernatora generalnego Brytyjskiej Ameryki Północnej.
Pierwszymi mieszkańcami obszaru dzisiejszego New Richmond było 38 Akadian. W roku 1760 osiedliło się tutaj również kilkoro żołnierzy z armii Wolfe'a, jednak największy napływ ludności nastąpił wraz z rewolucją amerykańską, kiedy to w 1784 w tych okolicach zaczęli się pojawiać liczni anglojęzyczni lojaliści, głównie szkockiego pochodzenia.
Liczba mieszkańców New Richmond wynosi 3 748. Język francuski jest językiem ojczystym dla 80,5%, angielski dla 18,2% mieszkańców (2006).